# Église de la Sainte-Croix de Cockburn Town
L'église de la Sainte-Croix est une église catholique, située à Cockburn Town, dans les Îles Turques-et-Caïques, dans les Caraïbes.

## Histoire
L'église de la Sainte-Croix suit le rite latin et dépend de la Mission sui juris des îles Turques-et-Caïques, suffragante de l'archidiocèse de Nassau, qui a été créée en 1984 sous le pontificat de Jean-Paul II.

## Culte
En raison de la diversité ethnique de la congrégation, l'église propose des messes en anglais, en créole et en espagnol.